# Visavuori

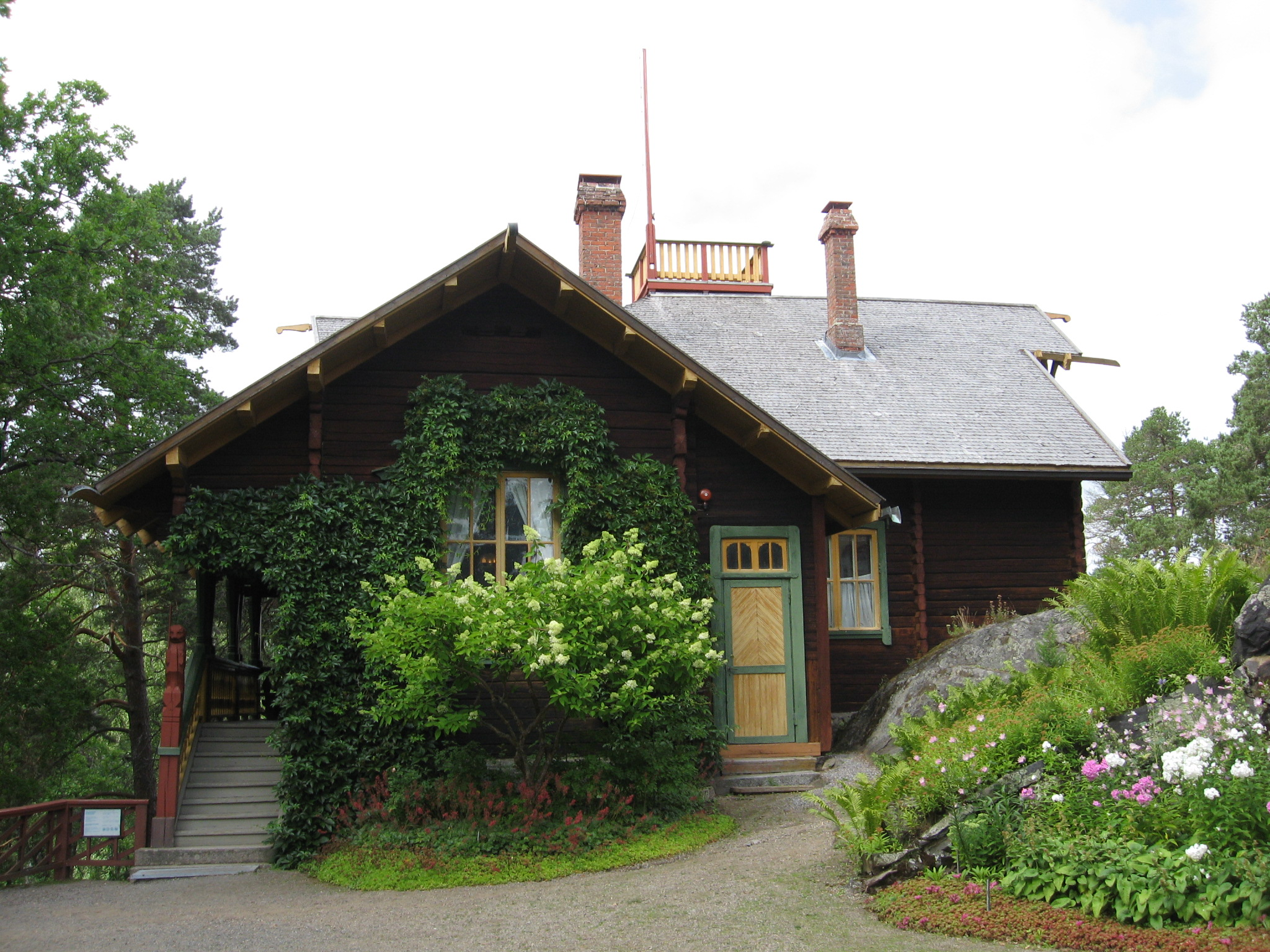
Bostadshuset.

Visavuori ("Visaberg") är skulptören Emil Wikströms tidigare bostad och ateljé och numera ett privatägt konstnärsmuseum. Det ligger på en udde i Rautunselkä strax söder om Valkeakoski i Finland.
Emil Wikström lät uppföra ett ateljé- och bostadshus 1893–1994 i karelskt timmerhusstil, som då blev Finlands första landsbygdsateljé. Denna byggnad totalförstördes i en brand 1896, varefter han byggde två separata hus som bostadshus respektive ateljéhus. Bostadshuset blev klart 1902 och ateljéhuset 1903. I ateljéhuset byggde Wikström också ett astronomiskt observatorium och inredde det första bronsgjuteriet i Finland. Wikström var den första finländaren, som lärt sig att gjuta i brons och han lärde upp andra i denna konst. År 1912 lät han förlänga ateljéhuset, så att det också fick en vinterträdgård och en orgelläktare med en orgel, som byggdes av Emil Wikströms bror.  
Visavuori drivs sedan 1967 som ett museum av Visavuori museumstiftelse.
På Visavuori finns också ett tidigare ateljéhus för Emil Wikströms dotterson, tecknaren Kari Suomalainen, på den plats, där Emil Wikström hade gårdens växthus. Kari Suomalainen donerade 1988 sina verk med tecknade filmer, målningar och andra illustrationer till Visavuori museumstiftelse.